# Radamés Gnattali
Radamés Gnattali (Porto Alegre, 27 gennaio 1906 – Rio de Janeiro, 13 febbraio 1988) è stato un compositore, arrangiatore, direttore d'orchestra e pianista brasiliano.
È considerato un elemento cardine che nell’universo culturale brasiliano lega il mondo della musica popolare con quello colto.

## Gli inizi
Gnattali era figlio di Adélia Fossati, una brasiliana di origini italiane, e di Alessandro Gnattali, immigrato italiano stabilitosi a Porto Alegre dove svolgeva il lavoro di falegname. Era però anche un appassionato di musica lirica; perciò si mise a frequentare i corsi tenuti da César Fossati e con il tempo divenne un musicista professionale dapprima come suonatore di fagotto e in seguito in qualità di direttore d’orchestra. A casa Fossati fece la conoscenza della futura moglie Adélia, pianista e anch’essa amante dell’opera lirica. Da questa comune passione derivarono i nomi dei loro primi tre figli, Radamés, Aída e Ernâni, a cui in seguito si sarebbero aggiunti Alexandre e Teresinha. La formazione musicale di Radamés fu eclettica: sua madre lo iniziò al pianoforte, e oltre al piano fu studente di violino, non ancora decenne diresse un’orchestra di fanciulli, quattordicenne fu ammesso direttamente al quinto anno del Conservatorio della città natale dove studiò principalmente pianoforte sotto la guida del maestro Guilherme Fontainha, perfezionando la tecnica del violino e apprendendo anche solfeggio e teoria musicale; e per passatempo non mancò di accostarsi alla chitarra e al cavaquinho. Con questo bagaglio musicale, oltre a proseguire lo studio accademico si unì a un gruppo di jazz che accompagnava la proiezione di film muti, e suonò durante feste danzanti.
Nel 1924 Radamés Gnattali andò a Rio de Janeiro, e al Theatro Municipal della città carioca si esibì in concerto eseguendo una sonata di Čajkovskij sotto la direzione del maestro Francisco Braga. Nell’occasione di quella trasferta fece la conoscenza del compositore Ernesto Nazareth e della futura moglie, Vera, che avrebbe sposato nel 1932 restandole a fianco fino alla sua morte avvenuta nel 1965.

## La carriera

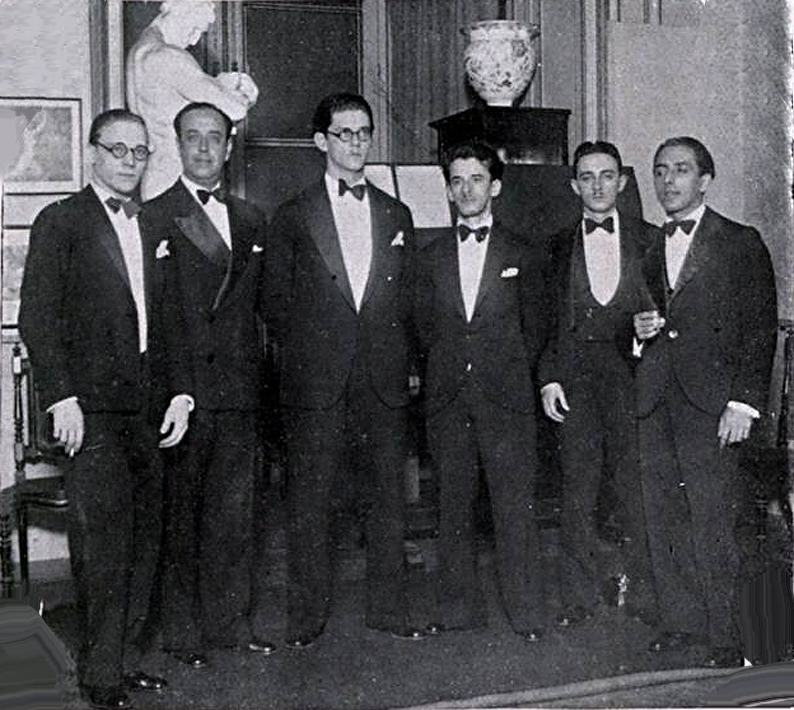
Gnattali, terzo da sinistra, in una formazione concertistica del 1932

Nel 1925 la Sociedade Paulistana, allora sotto la presidenza di Mário de Andrade, richiese Gnattali per un concerto al Conservatório Dramático e Musical di San Paolo. Il musicista fece poi ritorno a Porto Alegre; qui, insieme ai fratelli Ernâni e Alexandre e a un amico violoncellista formò l’Henrique Oswald Quartet (un quartetto d’archi) specializzato in un repertorio classico, e questa formazione diede spettacoli a Porto Alegre, Caxias e São Leopoldo, esperienze essenziali per la sua crescita musicale. Quattro anni dopo, il musicista era a Rio de Janeiro, osannato dalla critica, a eseguire il Concerto in si bemolle maggiore di Čajkovskij, accompagnato dall’orchestra del Theatro Municipal. Poi, a causa delle ristrettezze economiche, accettò l’offerta di sostituire il pianista Mário Martins e si trasferì a Lambari dove familiarizzò con il batterista Luciano Perrone; di nuovo a Rio, venne chiamato a eseguire le parti di viola – strumento che suonava nell’Henrique Oswald Quartet – in un gruppo operistico russo con cui andò in tournée in Argentina. Nel biennio 1930-1932 Gnattali proseguì l’attività di compositore e concertista presentando le sue opere classiche; cominciava però a interessarsi ai ritmi percussivi e alle sonorità della musica popolare brasiliana, che il musicista abbracciò nel 1932, l’anno di svolta nel quale si esibì nel suo ultimo concerto di musica classica e cominciò a partecipare a manifestazione del Carnevale, a comporre e dirigere le musiche delle operette Marquesa de Santos e Os sertões, e a suonare con le orchestre di Romeu Silva e Simon Bountman.
Negli anni trenta Radamés Gnattali si immerse nel mondo musicale brasiliano con grande versatilità. Fu il pianista del Trio Carioca, compose musica classica e valzer, e curò gli arrangiamenti della marchinha A Jardineira; arrangiò motivi popolari e brani come Ritmo de samba na Cidade dell’amico Perrone, scrisse choros, oltre ad arrangiarne diversi altri fra i quali Carinhoso e Rosa, composti da Pixinguinha; e in cima alle sue produzioni, risalta l’arrangiamento della celeberrima Aquarela do Brasil, il successo internazionale creato da Ary Barroso. Nel 1939 rappresentò il Brasile alla Fiera Mondiale di New York, e fu per trent’anni uno dei protagonisti della Rádio Nacional, dove lavorò come pianista, direttore d'orchestra, compositore e arrangiatore presentando diversi successi di musica popolare, e dove curò un programma, Instantâneos sonoros do Brasil, nel quale erano proposti i risultati delle sue ricerche etnomusicali. La medesima trasmissione venne trasmessa in Argentina, a partire dal 1941, nel contenitore radiofonico Hora do Brasil; nel Paese sudamericano Gnattali ricevette onori e premi, e a Buenos Aires mise in piedi un’orchestra come quella di Rádio Nacional in Brasile.

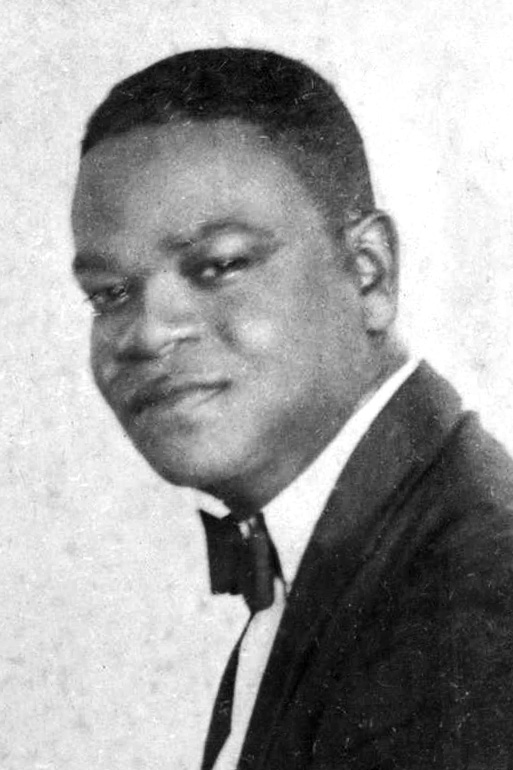
Pixinguinha, maestro del genere choro

Nel programma del 1943 intitolato Um Milhão de Melodias, Gnattali presentò i suoi più celebri arrangiamenti di musiche da tutto il mondo; la trasmissione fu anche un’occasione per celebrare musicisti come Ernesto Nazareth, Chiquinha Gonzaga e Zequinha de Abreu. L’orchestra da lui creata offriva rispetto al passato caratteristiche percussive e sonorità più vicine alla sensibilità musicale brasiliana, grazie alla presenza dei chitarristi Garoto e Bola Sete, del batterista Luciano Perrone, del contrabbassista Vidal, di Zé Menezes al cavaquinho e di altri strumenti tipici della tradizione popolare. Il programma andò avanti per tredici anni, durante i quali Gnattali non tralasciò i suoi lavori di compositore scrivendo ed eseguendo choros, valzer, samba e samba-canções.
Gli anni cinquanta furono dedicati principalmente alle registrazioni di proprie composizioni o di motivi di altri autori, incisioni al piano solo oppure in duo, o con piccoli gruppi o ancora con orchestre. A fianco di queste attività vi furono composizioni di colonne sonore e di canzoni – nel 1955 Elizeth Cardoso incise nel proprio LP Canções à meia luz la sua Pra que me eludir? – e anche arrangiamenti di brani che nel 1956 gli valsero il titolo di miglior arrangiatore dell’anno decretato da un sondaggio condotto dalla rivista Radiolândia.
Il Quarteto Continental, che era stato formato da Gnattali nel 1949 per la Rádio Continental, nel 1960 si allargò ad altri due membri divenendo il Sexteto Radamés Gnattali, di cui facevano parte la sorella Aída al pianoforte, Chiquinho do Acordeom alla fisarmonica, Zé Menezes alla chitarra, Pedro Vidal Ramos al basso e Luciano Perrone alle percussioni; il sestetto andò in tournée in Europa, toccando Portogallo, Spagna, Francia, Germania, Italia e Inghilterra. Dai concerti del tour europeo fu tratto l’LP 3ª Caravana – Radamés na Europa com seu sexteto e Edu, contenente brani di grandi compositori brasiliani: Ary Barroso, Tom Jobim, Vinícius de Moraes, Luiz Gonzaga e Humberto Teixeira. Dopo l’incisione di due LP nel 1963 e 1964, fece un secondo tour in Europa assieme a Iberê Gomes Grosso, con esibizioni per pianoforte e violoncello tenutesi a Berlino e a Roma, e successivi concerti a Gerusalemme e a Tel Aviv. Nel 1968 celebrò con la sua orchestra il settantesimo compleanno di Pixinguinha in un concerto dal vivo che venne registrato e pubblicato su LP.
Gnattali ebbe un ruolo chiave negli anni settanta: fu suo l’impegno di riscoprire il choro guidando un nucleo di giovani musicisti fra i quali Raphael Rabello e Joel Nascimento, e stimolando la reinterpretazione del choro dei grandi maestri brasiliani, alternando inoltre produzioni e arrangiamenti di musica sinfonica e di melodie più legate alla musica che si andava affermando, con un LP omaggio ad Antônio Carlos Jobim nel 1975 e un altro a Garoto nel 1982. L’anno successivo fu insignito con voto unanime del Premio Shell per la musica classica, e nel 1985 un suo nuovo album vedeva, fra gli altri, classici di Pixinguinha, di Paulo Sergio Valle e Marcos Valle, di Jobim, di Luiz Bonfá, di José Menezes e di Sérgio Ricardo. Nel 1986 Gnattali fu costretto a interrompere le sue attività nel campo della musica a causa di un ictus; una seconda emorragia cerebrale l’anno successivo lo condusse alla morte.
Negli anni a seguire fu celebrato da pubblicazioni musicali in suo onore, da trasmissioni radiofoniche e televisive e da esecuzioni orchestrali che riprendevano le sue composizioni. Ha fatto parte dell’Accademia di musica popolare brasiliana e dell’Accademia brasiliana di musica.

## Discografia
78 giri
- 1948 – A saudade mata a gente/Copacabana-Fim de semana em Paquetá
- 1949 – Tico-tico no fubá/Fim de tarde (con la sua orchestra)
- 1949 – Sempre esperei por você/Remexendo (con il Quarteto Continental)
- 1949 – Isso é Brasil/Carinhoso
- 1949 – Bate papo/Caminho da saudade
- 1949 – Barqueiro do São Francisco/Um cantinho e você
- 1950 – Tocantins/Madrigal
- 1950 – Onde estás?/Tema
- 1952 – Mambolero/Improviso
- 1953 – Odeon/Ameno Resedá
- 1953 – Luar de Paquetá/Linda flor  (con la sua orchestra)
- 1953 – Fon-Fon/Apanhei-te cavaquinho
- 1953 – Fantasia brasileira/Rapsódia brasileira (con la sua orchestra)
- 1953 – Expansiva/Tenebroso
- 1953 – Despertar da montanha/Nuvens (con la sua orchestra)
- 1953 – Confidências/Batuque
- 1953 – Casinha pequenina/Guacira (con la sua orchestra)
- 1953 – Carinhoso/No rancho fundo (con la sua orchestra)
- 1954 – Valsa de Melba/Através da vidraça (con la sua orchestra)
- 1955 – Cai, cai/Mundo de zinco/Estão batendo/Rio antigo
- 1955 – Ai que saudades da Amélia/Vaidosa
- 1956 – Faceira/Bate papo a três vozes (con Luciano Perrone e Vidal)
- 1957 – Samba brilhante/Eu tenho ritmo
- 1957 – Laura/Baião campana
- 1957 – Clube XV/Saudades de Ouro Preto (con la sua orchestra)

LP
- 1954 – Ernesto Nazareth
- 1954 – Jóias musicais brasileiras
- 1956 – Suíte popular brasileira para violão e piano – Radamés Gnattali e Lurindo de Almeida
- 1957 – Valsas da minha terra
- 1958 – Radamés e a bossa eterna
- 1959 – Dois concertos de Radamés Gnattali-Orquestra Sinfônica Brasileira (diretta da Gnatalli)
- 1960 – 3ª Caravana - Radamés na Europa com seu sexteto e Edu
- 1963 – Segredo para dois
- 1964 – Retratos – Jacob e il suo mandolino con Radamés Gnattali e orchestra
- 1968 – Villa-Lobos/Radamés Gnattali-Itiberê Gomes Grosso
- 1968 – Pixinguinha 70
- 1975 – Série Depoimento Vol. 2 – Sestetto di Radamés Gnattali
- 1976 – Radamés Gnattali
- 1979 – Tributo a Jacob do Bandolim (Radamés Gnattali e Camerata Carioca)
- 1979 – A grande música de Noel Rosa - Série a grande música do Brasil – arrangiamento sinfonico di Radamés Gnattali, piano: Arthur Moreira Lima
- 1982 – Vivaldi & Pixinguinha (Radamés Gnattali, piano/cravo, e Camerata Carioca)
- 1982 – Tributo a Garoto – Radamés Gnattali (piano) e Raphael Rabello (chitarra)
- 1983 – Uma rosa para Pixinguinha (Elizeth Cardoso, Radamés Gnattali e Camerata Carioca)
- 1984 – Radamés Gnattali
- 1985 – Radamés Gnattali
- 1990 – Radamés Gnattali e a música popular
- 1991 – Radamés Gnattali/ Waldemar Henrique - 80 anos de música brasileira[4]